# Артур Бейлі (веслувальник)
Артур Бейлі (англ. Alan Bailey, 19 століття — 20 століття) — канадський академічний веслувальник.
Срібний призер Олімпійських Ігор 1904 року в складі вісімки.